# Premio Jean Vigo (España)
El Festival Punto de Vista entrega desde febrero de 2007 el Premio Jean Vigo al Mejor Director de cuantos participan en la Sección Oficial Competitiva del festival. 

## Premio
El galardón está dotado con 5.000 euros. La instauración de este premio ha sido posible gracias a la estrecha vinculación del festival con la familia del gran cineasta francés.

## Ganadores
- 2007: Tomasz Wolski, por The Clinic.
- 2008: Tatsuya Yamamoto, por Tsui no sumika.
- 2009: Olivier Dury, por Mirages.
- 2010: Colectivo Los hijos —formado por Javier Fernández, Luis López y Natalia Marín—, por Los Materiales.
- 2011: Clio Barnard, por The Arbor.
- 2013: John Smith, por Dad’s Stick.
- 2015: Diego Gutiérrez y Danniel Danniel, por Huellas.
- 2016: Jakob Brossman, por Lampedusa in Winter.

- Datos: Q25411914